# Zwierzyniec (piwo)
Zwierzyniec – marka piwa produkowana przez spółkę Perła – Browary Lubelskie S.A.

## Historia
Początkowo piwo marki Zwierzyniec było produkowane przez browar w Zwierzyńcu. Po wprowadzeniu na rynek marki piwa Zwierzyniec Premium produkcja odbywała się również w Lublinie. Od tego czasu w Zwierzyńcu wytwarzano wyłącznie piwo Zwierzyniec Pils w charakterystycznych dla tej marki butelkach 0,33 litra.
W 2008 roku w związku ze zmianą polityki spółki Perła – Browary Lubelskie S.A. produkcja w browarze w Zwierzyńcu została całkowicie wstrzymana.
Marka Zwierzyniec do roku 2013 produkowana była w browarze Nr 1 w Lublinie. Po remoncie browaru w Zwierzyńcu, piwo ponownie warzone jest w browarze Zwierzyniec. 

## Marki piwa Zwierzyniec
Pils
- Zwierzyniec Pils – ekstrakt: 13%, alkohol: 6% obj.

## Nagrody dla piwa Zwierzyniec Pils
- 1999 – złoty medal na XII Festiwalu Piw Polskich w Łodzi
- 2000 – II miejsce na VII Jesiennych Spotkaniach Browarników w Szczyrku[1]
- 2006 – I miejsce w Konsumenckiej Ocenie Jakości na Chmielakach 2006 w Krasnymstawie[2]

## Galeria

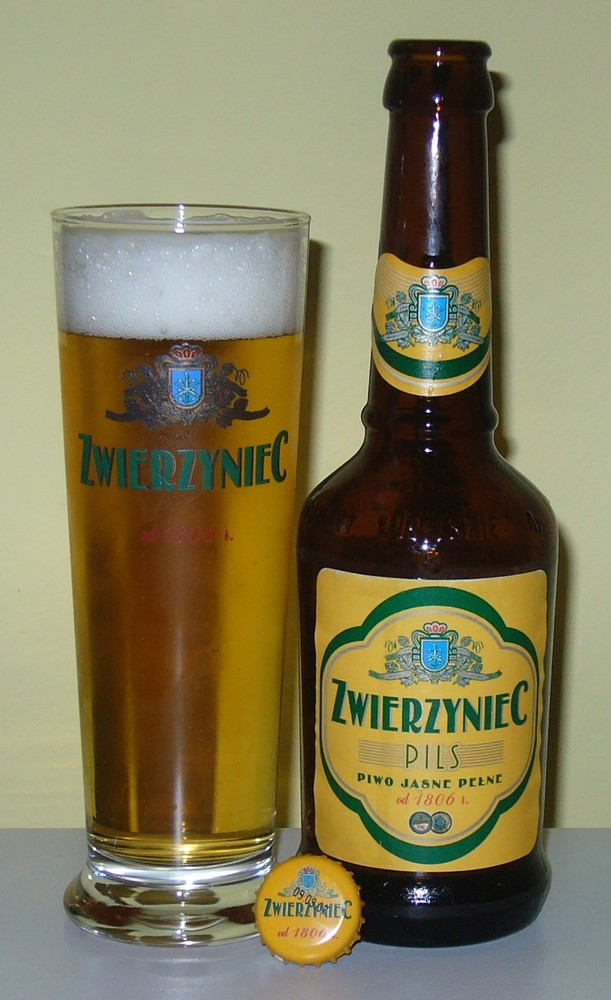
Zwierzyniec Pils (przed 2012 r.)
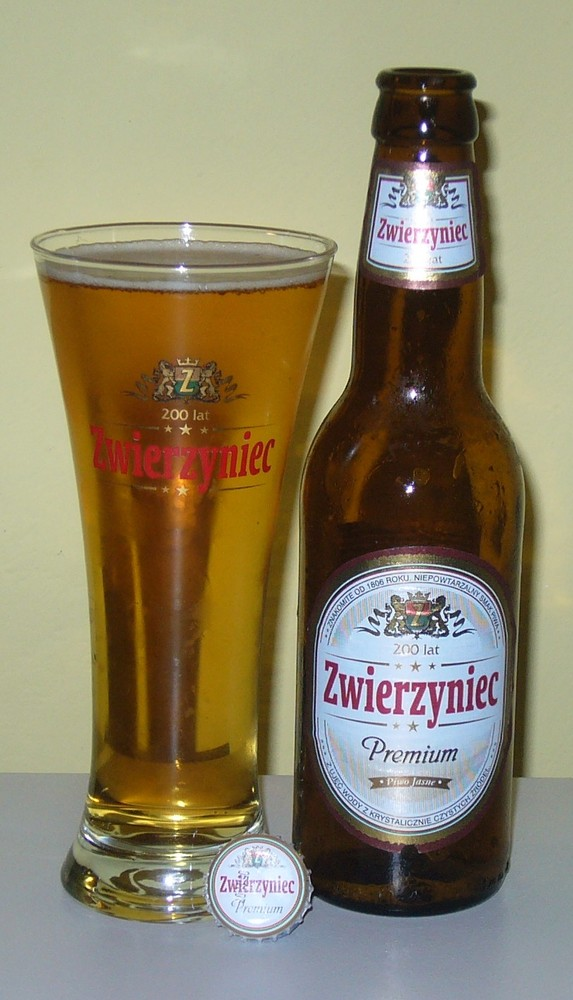
Zwierzyniec Premium
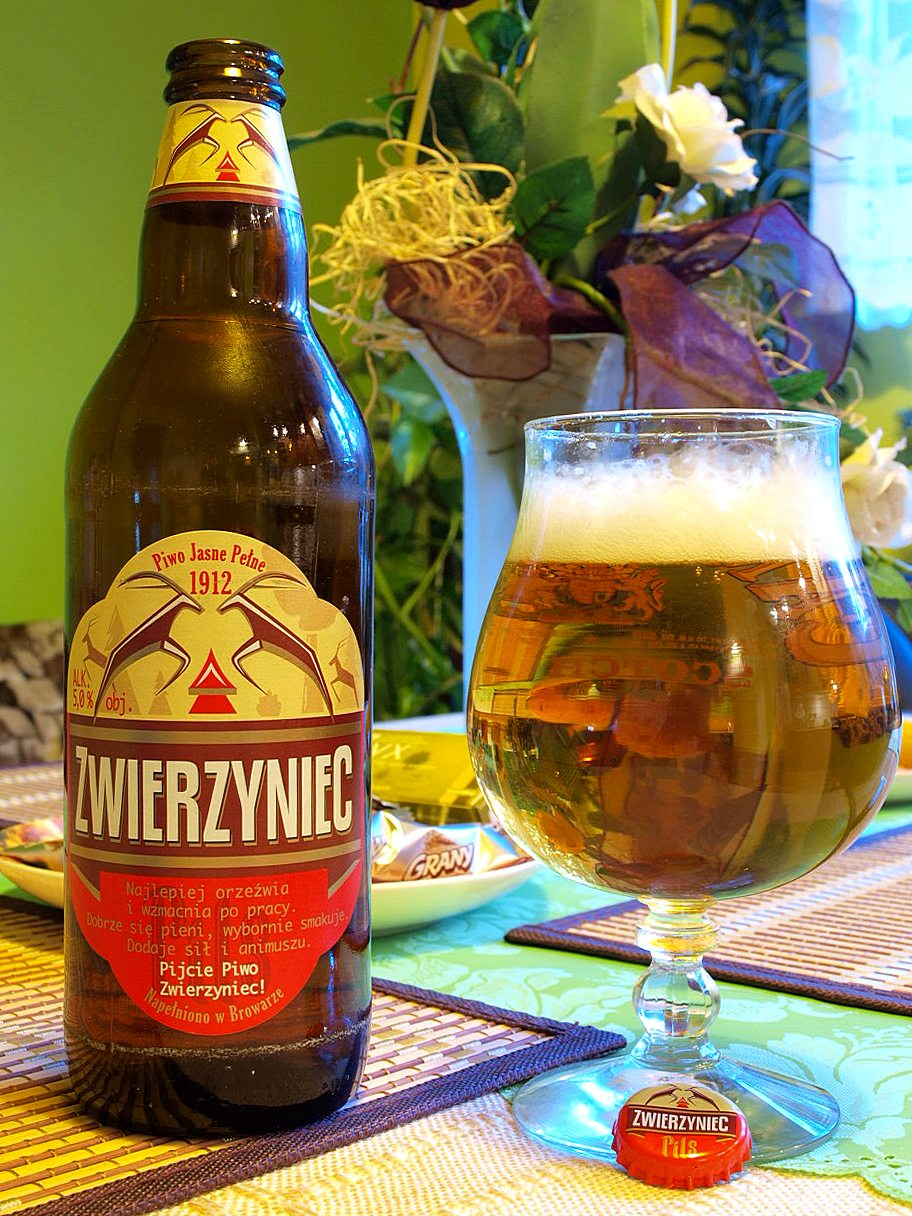
Kapsel piwa Zwierzyniec